# 特奥巴尔德·彪姆

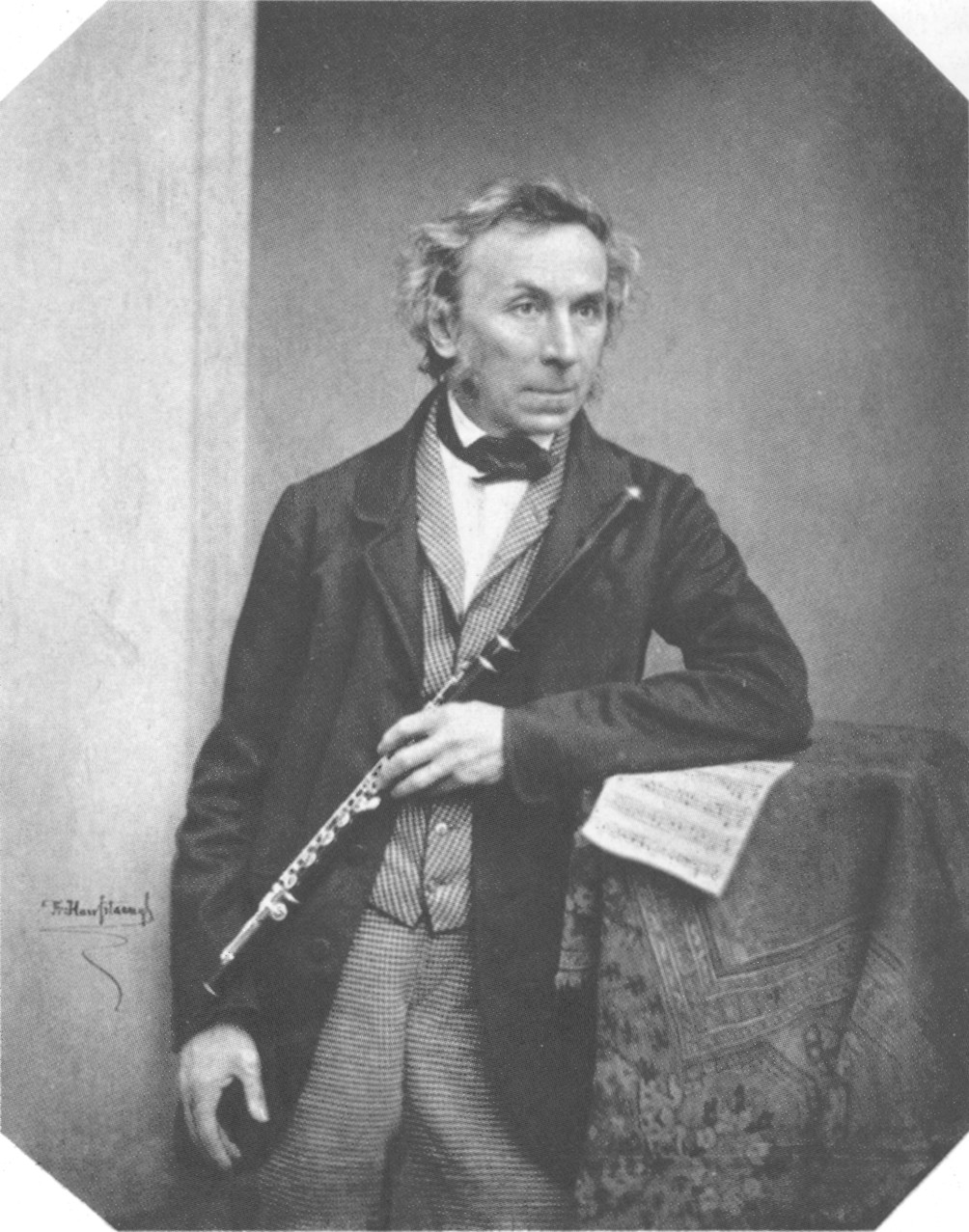
特奥巴尔德·彪姆， 由Franz Hanfstaengl于1852年拍摄

特奥巴尔德·彪姆（德語：Theobald Boehm，1794年4月9日—1881年11月25日）是德國發明家和音樂家，他完善了現代西方音樂會長笛並改進了指法系統（現稱為“彪姆系統”）。他是一位巴伐利亞宮廷音樂家，一位演奏家長笛演奏家和著名的長笛作曲家。
他設計的指法系統也適用於其他樂器，如雙簧管和單簧管。

## 生平
彪姆出生於巴伐利亞的慕尼黑，了解了他父親的金匠交易。在製作了自己的長笛之後，他很快的就變得足夠熟練，可以在十七歲的時候在管弦樂隊演奏，而在二十一歲時，他是皇家巴伐利亞管弦樂團的第一個長笛演奏家。同時，他嘗試用許多不同的材料 - 熱帶硬木（通常是Grenadilla木材），銀，金，鎳和銅來構造長笛，並改變長笛音孔的位置。
經過研究聲學在慕尼黑大學，他開始嘗試對改善笛在1832年，首先申請了專利的新的指法系統於1847年他出版尤伯杯巢穴Flötenbau（“關於長笛的建設”），也於1847年。他的新長笛首次於1851年在倫敦展覽會上展出。1871年，彪姆出版了Die Flöteunddas Flötenspiel（“長笛和長笛演奏”），這是關於彪姆系統長笛的聲學，技術和藝術特徵的論文。

## 遺產
他製作的一些長笛仍然被使用。他設計的指法系統也適用於其他樂器，如雙簧管和單簧管。
他啟發了Hyacinthe Klosé，現代單簧管指法系統的發明者。Klosé發明了一種單簧管系統，如今幾乎是全球的標準（奧地利，德國和其他國家除外）。Boehm是他的靈感，因此Klosé將新系統命名為Boehm系統，就像現代西方長笛一樣。Boehm系統單簧管和長笛不完全相同。但是，它們在單簧管的一個寄存器中非常相似。如果在打開註冊鍵的情況下演奏單簧管，則當長笛位於中低音域時，指法與長笛相同。不同之處在於單簧管的第二個音域比其最低音域高出十二分之一，不像長笛高八度，單簧管是一個移調樂器，因此長笛上的F作為單簧管上的G演奏。

## 外部連結
- 特奥巴尔德·彪姆的免费乐谱，由国际乐谱典藏计划提供
- . . 1920.